# Attentat de Nairobi en 2019
Pour les articles homonymes, voir Attentat de Nairobi.
L'attaque de 2019 à Nairobi est une attaque terroriste qui s'est produite du 15 au 16 janvier 2019 dans le complexe du 14 Riverside Drive situé dans la région des Westlands, à Nairobi, au Kenya, faisant plus de 20 morts,,,.

## Contexte
Le groupe islamiste Al-Shabaab s'est opposé à la participation du Kenya à la guerre civile en Somalie,. Le groupe terroriste a déjà attaqué la banlieue de Westlands lors de l'attaque du centre commercial Westgate en 2013, qui a fait 67 morts. Le 2 avril 2015, le groupe Al-Shaabab participe à une tuerie de masse à Garissa, faisant 148 morts et au moins 79 blessés. Cette attaque est l'une des plus meurtrières que le pays ait connues depuis les attentats à la bombe de l'ambassade des États-Unis en 1998, qui ont fait plus de 200 morts.

## Emplacement
L'attaque s'est produite au 14 Riverside Drive, dans les Westlands, à Nairobi, au Kenya. Il s'agit d'un complexe hôtelier et de bureaux haut de gamme hébergeant l'hôtel DusitD2,. De nombreuses entreprises y séjournent, notamment : Adam Smith International, le groupe informatique Amadeus, LG Electronics, la banque I&M, JHPiego, SAP East Africa, Cellulant EA.

## Déroulement
L'attaque débute à 15h30 le 15 janvier 2019 et se termine quelques minutes avant 10 heures le lendemain matin. Les premières informations font état de coups de feu et de deux explosions à l'hôtel. Les assaillants, dont le nombre est estimé entre quatre et six arrivent dans deux véhicules. L'un des assaillants entre discrètement et se fait exploser à côté du restaurant Secret Garden. Après l'explosion, les terroristes restants forcent les gardes à ouvrir les portes du 14 Riverside Drive en leur tirant dessus et en lançant des grenades alors qu'ils pénétraient dans le complexe, mettant le feu à des véhicules, garés dans la zone de stockage,,. La compagnie de reconnaissance, les unités anti-terroristes de la police du Kenya ainsi que les services généraux, sont dépêchés pour combattre les terroristes,,. Un membre du SAS britannique et un nombre indéterminé de membres du SEAL de la marine américaine, dont les forces sont dans le pays pour dispenser une formation, prennent également part aux opérations,. Les services de sécurité de l'ambassade australienne tirent également des coups de feu en direction des terroristes qui se dirigeaient vers le complexe, faisant au moins un blessé.

## Revendication
Le groupe Al-Shabaab revendique la responsabilité de l'attaque dans une déclaration publiée au cours de celle-ci. Ils affirment que « l'attaque était une réponse à la décision du président américain Donald Trump de reconnaître Jérusalem comme la capitale d'Israël »,.

## Suites
Le lendemain matin, de nouveaux coups de feu et des explosions sont entendus dans la capitale.

## Conséquences
Immédiatement après la fin de l'attaque, le complexe du 14 Riverside Drive et ses environs sont fermés au public, la police qualifiant la zone de scène de crime. Les agences de sécurité localisent la résidence des suspects dans les comtés de Kiambu, de Mombasa et de Nyeri,. Le 17 janvier, la Croix-Rouge du Kenya informe le public que toutes les personnes précédemment portées disparues ont été comptabilisées. La police nationale est félicitée pour son intervention bien organisée qui a permis de secourir près de 700 personnes présentes dans le complexe hôtelier,. Le 19 janvier, cinq personnes accusées d'avoir contribué à l'attaque terroriste comparaissent devant le tribunal. Le même jour, l'ambassade d'Australie dément les allégations selon lesquelles l'une des victimes serait un Australien. Au début, les médias kényans et australiens avaient tous deux déclaré que l'une des victimes était un citoyen australien et était en visite chez son amie au Kenya avant de trouver la mort lors de l'attaque,.

## Bilan humain
Le président du Kenya, Uhuru Kenyatta, déclare d'abord que 14 personnes sont tuées dans l'attaque,. Le lendemain, le bilan est revu à la hausse, avec au moins 21 civils tués. Cinq assaillants sont également tués et au moins 28 personnes sont blessées.
| Nationalité                                      | Nombre de victimes |
| ------------------------------------------------ | ------------------ |
| Kenya                                            | 16                 |
| Royaume-Uni /Afrique du Sud (double nationalité) | 1,                 |
| États-Unis                                       | 1                  |
| Inconnu                                          | 3                  |
| Total                                            | 21                 |